# 瑟桑塞
瑟桑塞（法語：Cesancey，法語發音：[səzɑ̃sɛ]）是法国汝拉省的一个市镇，位于该省西部偏南，属于隆斯勒索涅区。

## 地理
瑟桑塞（46°37'29"N, 5°29'50"E）面积5.12 平方千米，位于法国勃艮第-弗朗什-孔泰大區汝拉省，该省份为法国东部内陆省份，北起上索恩省，西北接科多尔省，西临索恩-卢瓦尔省，南至安省，东与杜省和瑞士接壤。
与瑟桑塞接壤的市镇（或旧市镇、城区）包括：热万热、特勒纳勒、拉沙约斯。

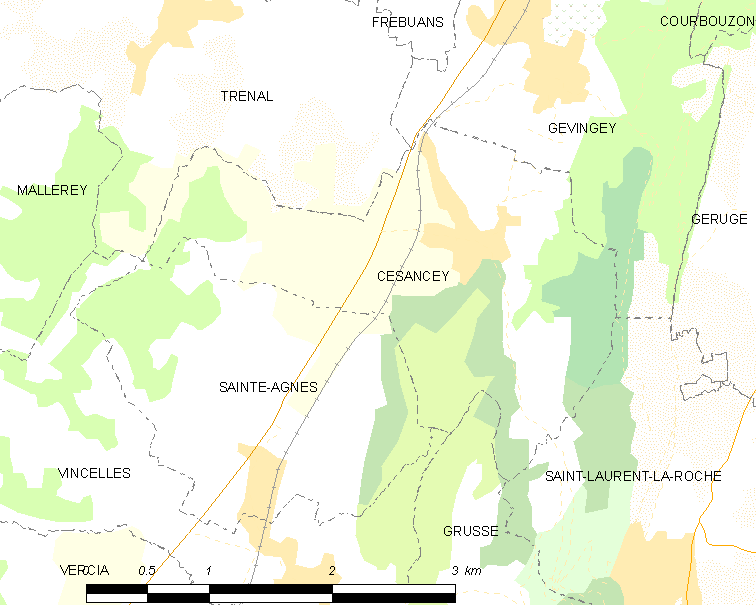
瑟桑塞的OSM定位图

瑟桑塞的时区为UTC+01:00、UTC+02:00（夏令时）。

## 行政
瑟桑塞的邮政编码为39570，INSEE市镇编码为39088。

## 政治
瑟桑塞所属的省级选区为圣阿穆尔县。

## 人口

1962-2008年间瑟桑塞人口变化图示

瑟桑塞于2022年1月1日时的人口数量为389人。